# Fait de société
Un fait de société, du point de vue sociologique, est un phénomène observable et étudiable qui concerne les interactions sociales, les structures sociales ou les comportements collectifs au sein d'une communauté ou d'une société.
Ces faits peuvent inclure des tendances démographiques, des changements culturels, des mouvements sociaux, des normes et des valeurs émergentes, des inégalités sociales, des transformations économiques, ou encore des questions politiques.

## Sociologie
Pour les sociologues, l'analyse des faits de société implique souvent de considérer plusieurs dimensions interdépendantes :
1. Structure sociale : Les faits de société peuvent être influencés par les structures sociales telles que les institutions (gouvernement, éducation, famille), les classes sociales, les groupes ethniques, les genres, etc. Par exemple, l'évolution des structures familiales (comme la montée des familles monoparentales) reflète un fait de société qui est lié à des changements dans les normes familiales et les rôles de genre.
2. Culture : Les faits de société sont souvent liés à des changements culturels. Par exemple, les modifications dans les modes de consommation, les tendances artistiques ou musicales, les évolutions des croyances religieuses, ou les transformations des pratiques linguistiques peuvent tous être des indicateurs de faits de société[2].
3. Comportements et interactions sociales : Les faits de société englobent également les comportements collectifs et les interactions sociales. Par exemple, les mouvements sociaux comme les manifestations politiques ou les protestations populaires peuvent être des faits de société qui expriment des désirs ou des mécontentements collectifs.
4. Changements et continuités : Les sociologues s'intéressent aux dynamiques temporelles des faits de société, c'est-à-dire à leur évolution, leur apparition et leur disparition au fil du temps. Par exemple, l'étude des changements démographiques (comme le vieillissement de la population) permet de comprendre les défis sociaux qui en découlent. C’est un concept clé en sociologie qui décrit des phénomènes sociaux observables et analysables, souvent liés à des transformations structurelles, culturelles ou comportementales au sein d'une société donnée. L'étude des faits de société permet de mieux comprendre les dynamiques sociales et les interrelations complexes qui façonnent nos vies collectives.

Par extension, un fait social total représente toute réalité sociale complexe et multidimensionnelle (politique, économique, culturelle, sociologique, artistique, technologiques) qui influence profondément les individus et façonnent leur existence, on peut citer à titre d'exemple : la religion, la mode, le sport, les médias, les institutions politiques, les systèmes économiques, judiciaires et éducatifs, le travail.